# دنیس انیلیکوف
دنیس انیلیکوف (اوکراینی: Анеликов Денис Викторович؛ زادهٔ ۱۰ فوریهٔ ۱۹۸۲) بازیکن فوتبال اهل اوکراین است.